# Mikołaj z Bogorii (zm. 1388)
Mikołaj z Bogorii herbu Bogoria (zm. po 20 lipca 1388) – kasztelan zawichojski 1374, wiślicki 1386, marszałek Królestwa 1387.
Syn Piotra z Bogorii i Witosławy (Wichny) z Gnieszowic. Wnuk wojewody krakowskiego Mikołaja Bogorii.
Jeden z najwybitniejszych przedstawicieli rodu Bogoriów ze Skotnik II poł. XIV w.
W przeciwieństwie do swojego dziada stryjecznego Jarosława Bogorii Skotnickiego i bliskiego krewnego Janusza Suchywilka, zaznaczył się jako członek stronnictwa andegaweńskiego i gorący zwolennik powołania jeden z córek Ludwika Węgierskiego na tron polski.
Zaufany współpracownik Elżbiety Łokietkówny. W jej imieniu mediował w tzw. wojnie Grzymałów z Nałęczami. Doradca Władysława Opolczyka we Lwowie.
Gorący zwolennik i współtwórca unii polsko-litewskiej, rzecznik powołania Jagiełły na tron Polski. Brał wielokrotnie udział w poselstwach na Węgry i Litwę, w tym w zjeździe krewskim w 1385 roku oraz potwierdzającym jego postanowienia w 1386 roku zjeździe w Wołkowysku. Za swoje starania nagrodzony został przez Jagiełłę kasztelanią wiślicką oraz tytułem marszałka królestwa.
W 1387 roku brał udział w wyprawie mającej na celu odzyskanie ziemi halickiej.
Był uposażycielem i opiekunem klasztoru w Koprzywnicy – fundacji rodowej Bogoriów.
Posiadał dość znaczne majątki, m.in. w ziemi sandomierskiej, na Podkarpaciu w ziemi bieckiej oraz krakowskie Rybitwy, które wraz z bratem odsprzedał Opactwu Cystersów w Mogile.
Brat Mikołaja, Peszko, pełnił funkcję ochmistrza na dworze królowej Jadwigi.